# Авеш (стадіон)
«Ештадіу де Авеш» (порт. Estádio do CD Aves) — футбольний стадіон в місті Віла-даз-Авеш, Португалія, домашня арена футбольного клубу АВС.

## Опис
Стадіон відкритий 8 грудня 1981 року. У 2000 році арену реконструйовано в рамках приведення її до вимог Португальської Прем'єр-ліги, до якої напередодні вийшов ФК «Авеш». До моменту реконструкції місткість стадіону була 12 500 глядачів, після реконструкції число місць зменшилось до 6 230.
Національна збірна Франції використовувала стадіон, як тренувальний майданчик для підготовки до Євро-2004.